# Малоільїнівка
Малоільїнівка — мікрорайон Бахмута, у минулому — смт Малоіллінівка в УРСР, підпорядковувалося Артемівській міській раді Донецької області.

## З історії
Село Малоільїнівка було на пагорбі. Зараз це куточок сучасного району "Поселок" в Бахму́ті. Там була річечка, по якій в кінці 19-го, початку 20-го століть ходили невеликі судна, і купці возили сіль. Там був невеликий танцювальний майданчик, де проводилися усілякі заходи. Там також є кладовище, де давно не хоронять людей.
Селище постраждало від Голодомору 1932—1933 років, кількість встановлених жертв — 102 людей.
5 вересня 1943 року з Малоіллінівки вибиті нацистські війська.
8 січня 1963 року включене в межі міста Артемівська.